# Чадов, Борис Сергеевич
Бори́с Серге́евич Ча́дов (1913—1989) — советский хозяйственный, государственный и политический деятель.

## Биография
Родился в 1913 году в селе Князевка (ныне — Пензенский район Пензенской области). Член ВКП(б) с 1939 года.
В 1939 году Кизлярским райвоенкоматом был призван в Красную армию. Помощник по комсомольской работе начальника политотдела дивизии; участник обороны Севастополя, был ранен в декабре 1941.
С 1944 года жил в Кизляре, с 1944 — в Грозном. Председатель Грозненского райисполкома, первый секретарь Сунженского райкома КПСС, министр социального обеспечения Чечено-Ингушской АССР; после выхода на пенсию — начальник управления «Хлебопродукт».
Был избран депутатом (от Чечено-Ингушской АССР) Совета Национальностей Верховного Совета СССР 5-го созыва (1958—1962).
Умер в 1989 году в Москве.

## Награды
- Орден Красной Звезды (30.1.1942)[2]
- Орден Отечественной войны I степени (6.4.1985)[1]

## Адреса
Кизляр, ул. Советская, д. 7.